# هنري كول
هنري كول (14 فبراير 1809 - 2 يوليو 1890) (بالإنجليزية: Henry Cole)‏ هو سياسي ولاعب كريكت بريطاني (وحمل سابقاً جنسية المملكة المتحدة لبريطانيا العظمى وأيرلندا).